# Slot Insterburg

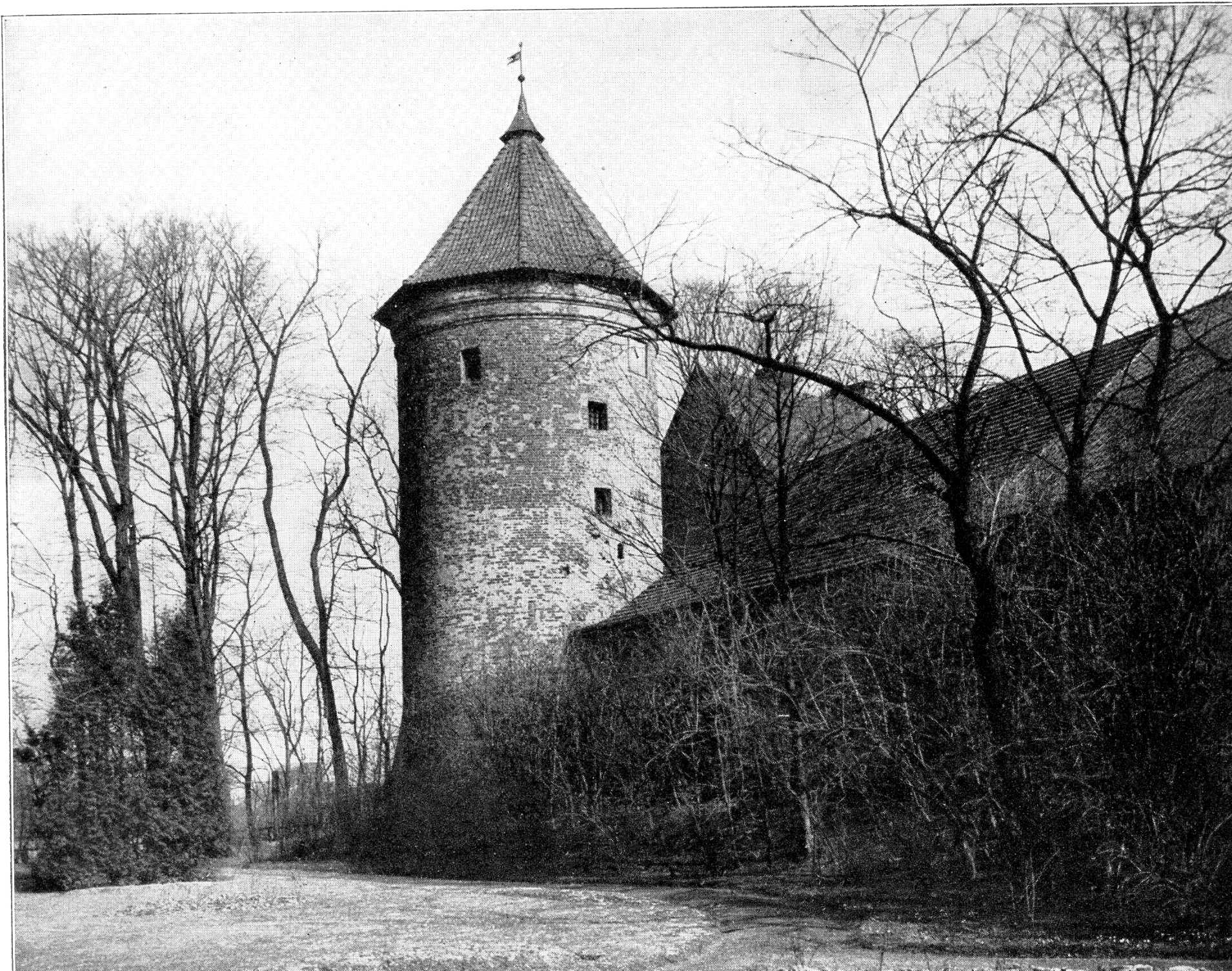
Het kasteel in 1914.

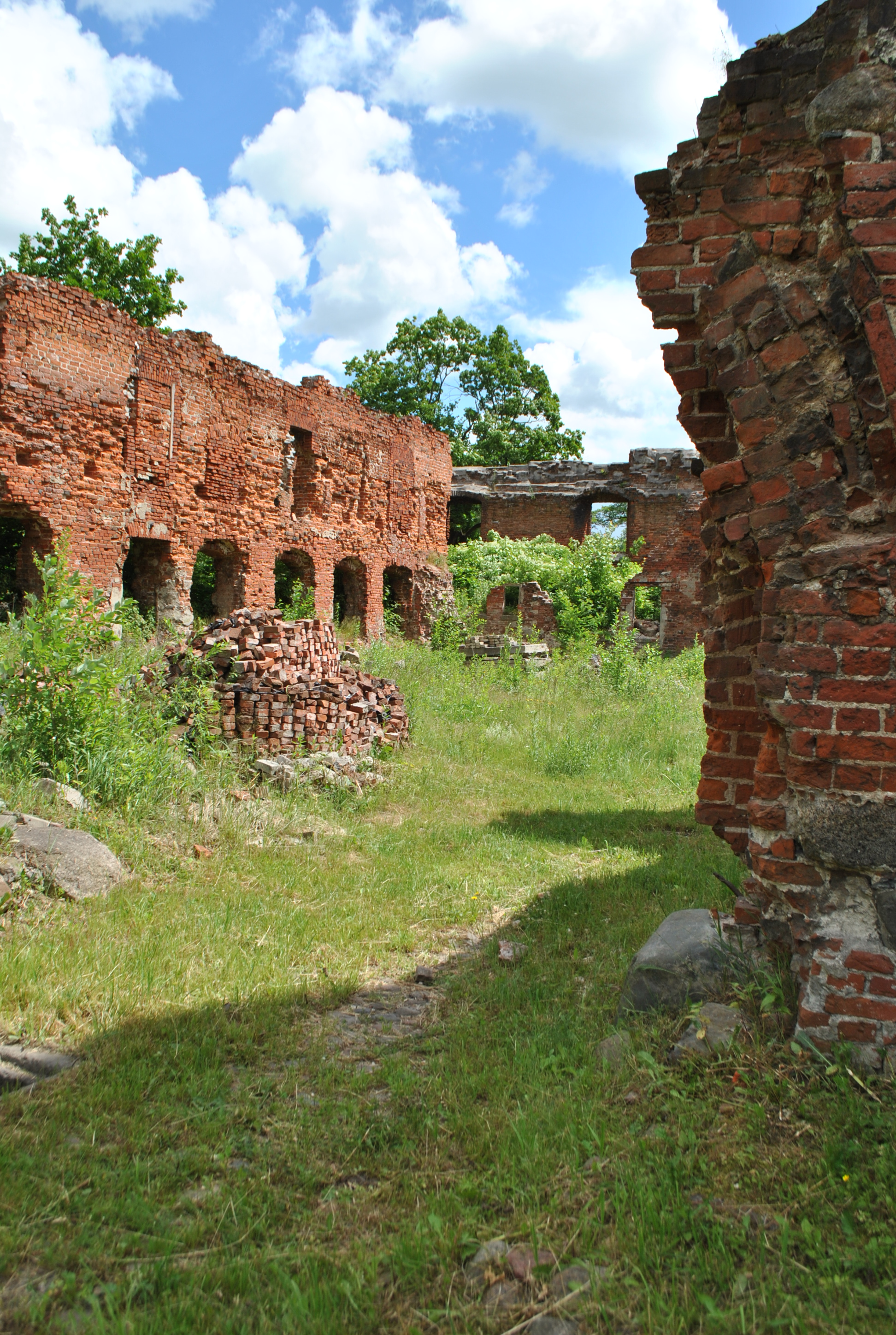
De ruïne in 2013.

Slot Insterburg is een voormalig kasteel (thans ruïne) in de Russische stad Tsjernjachovsk (voor 1945: Insterburg) in het oblast Kaliningrad. Het kasteel stond in de nabijheid van Slot Georgenburg, enkele kilometers noordelijker.
Het kasteel is in 1256 gebouwd door de Duitse Orde, maar werd echter in 1376 vernietigd door Litouwse troepen. Het gebouw werd weer opgebouwd. De stad Insterburg ontstond rondom het gelijknamige slot. In de 18e eeuw veranderde het slot in een landhuis voor de Oost-Pruisische elite.
In 1945 werd het kasteel grotendeels verwoest door Sovjettroepen. De buitenmuren staan nog grotendeels overeind en het geheel is thans in gebruik als stadspark van de stad Tsjernjachovsk. De ruïne wordt omringd door karakteristieke Sovjetflats.